# Naubolus simplex
Naubolus simplex là một loài nhện trong họ Salticidae.
Loài này thuộc chi Naubolus. Naubolus simplex được Cândido Firmino de Mello-Leitão miêu tả năm 1946.